# Горящие пальмы
«Горящие пальмы» (англ. Burning Palms) — американская драматическая комедия 2010 года режиссёра Кристофера Лэндона с целой плеядой довольно известных голливудских актёров. Слоган фильма «Five Tales That Will F#%! You Up For Life».

## Сюжет
Фильм повествует о пяти историях Лос-Анджелеса, о пяти разных людях. Каждый из них когда-то встречался друг с другом ранее, но не придал этому значения. Спустя время, этим людям волею судьбы приходится встретиться ещё раз, увы, из-за весьма мрачных обстоятельств.

## В ролях
- Дилан Макдермотт — Дэннис Маркс
- Шеннен Доэрти — доктор Шелли
- Зои Салдана — Сара Коттон
- Лэйк Белл — Мэрьян
- Ник Стал — Роберт Кейн
- Пас Вега — Бланка Хуарес
- Джейми Чон — Джинни Бэй
- Розамунд Пайк — Дедра Дэйвенпорт
- Роберт Хоффман — Чэд Боуер
- Виктор Вебстер — Пауль Смол
- Дмитрий Дьяченко — Боб

## Производство
Съёмки проходили в конце 2008 года в Лос-Анджелесе (Калифорния) и Батон-Руже (Луизиана).

## Мировой релиз
Премьера фильма состоялась 23 апреля 2010 года на Международном кинофестивале в Ньюпорт-Бич, США. Основная премьера состоялась 14 января 2011 года.